# Emma Bovary (téléfilm)
Emma Bovary est un téléfilm français réalisé par Didier Bivel et sorti en 2021.

## Synopsis
Le film suit le procès de Gustave Flaubert en 1857. En plein ordre moral, le procureur Ernest Pinard accuse le roman de Flaubert de dénigrer l'institution du mariage, de présenter l'adultère comme positif et de faire l'apologie du suicide.
Le procès est entrecoupé de scènes du roman de Flaubert, où l'on suit la vie d'Emma Bovary, mariée à un officier de santé peu charismatique et plus âgé qu'elle. La jeune femme, en référence à ses lectures d'ouvrages romantiques, croit vivre une histoire d'amour avec Rodolphe, puis avec Léon. Tour à tour les deux hommes la quittent au bout de quelques mois de liaison. De désespoir et de dépression, elle se suicide.

## Diffusion
Le téléfilm a notamment été diffusé sur France 2 le 25 juin 2023, en deuxième partie de soirée.

## Tournage
Du 5 août au 2 septembre 2021. De nombreuses scènes furent tournées à Gerberoy.

## Distribution

### Les personnages de l'histoire réelle (le procès)
- Alexandre Blazy : Gustave Flaubert.
- Alexandre Brasseur : l'avocat Jules Senard.
- Laurent Stocker : le procureur Ernest Pinard.

### Les personnages du roman
- Camille Métayer : Emma Bovary.
- Thierry Godard : le docteur Charles Bovary.
- Grégory Fitoussi : Rodolphe.
- Dominique Pinon : le pharmacien Homais.